# 응제시주
《응제시주》(應製詩註)는 조선 전기에 권람(權擥)이 조부 권근(權近)의 응제시(應製詩)에 주석(註釋)을 붙인 책으로 권람은 응제시 24수와 어제시 3수에 대하여 1460년부터 주석을 붙이기 시작하여 1461년 가을에 탈고를 하고 1462년(세조 8년)에 《응제시주》를 간행하였다. 이후 서거정(徐居正)이 1470년에 약간의 보완을 가하여 복각(覆刻)하였다.

## 내용
《응제시주》는 1책, 목판본으로 구성되어 있는데 권근이 1396년(태조 5)에 소위 표전문사건(表箋文事件)을 해결하기 위하여 명나라에 갔는데, 명제(明帝)가 조선에서 명에 보낸 표전의 글귀 중에 불손한 말이 있다고 트집을 잡아 글을 지은 정도전(鄭道傳)을 소환하자, 그 글의 윤색(潤色)에 참여한 권근이 책임을 지고 자원하여 명에 들어가 의혹을 푼 것이다.
또한 명제가 내어준 시제(詩題)에 따라 24수의 시를 지었는데, 이것을 응제시라고 부르고 있다.
권근은 1396년 9월 15일에 ＜왕경작고 王京作古＞ 등 8수, 9월 22일에 ＜시고개벽동이주 始古開闢東夷主＞ 등 10수, 10월 27일에 ＜청고가어내빈 聽高歌於來賓＞ 등의 6수를 지었다. 이에 대하여 명제는 어제시(御製詩) 3수를 지어 권근에게 내려 주었다. 응제시의 내용은 다음과 같다.
응제시는 원칙적으로 임금의 명에 의하여 지어진 시를 말한다. 권근의 경우는 중국 황제 앞에 가서 지은 것으로 특별한 의미를 가진다. 이 시는 3차에 걸쳐 지은 24수의 시로 이루어져 있다. 1396년 9월 15일에 지은 8수, 9월 22일에 지은 10수, 10월 27일에 지은 6수가 전부이다.
권근이 9월 15일에 지은 8수의 시는 조선에서 중국에 오기까지의 여정에 관련된 시제가 대부분이다. ＜봉조선명지경 奉朝鮮命至京＞·＜도경서경 道經西京＞·＜도압록 渡鴨綠＞ 등의 시가 그것이다.
주로 중국에 오기까지의 여행 과정과 그간의 작자의 심회를 피력하기를 희망하는 의도를 나타낸 시이다. 자신의 잘못을 견책받기 위한 중국행에서도 곳곳에서 태조의 성덕을 읊고 그 덕화에 고마워하는 내용이다.
권근이 9월 22일에 지은 10수의 시는 조선의 역사와 지리에 관한 내용이다. ＜진한＞·＜마한＞·＜변한＞·＜신라＞ 등의 조선의 고대국가와 ＜금강산＞·＜대동강＞ 등의 산수· 지리를 읊은 시가 있다.
1차의 명제(命題)가 주로 작자의 현재적 심정과 의중을 묻는 것이라면, 2차의 명제는 작자의 과거 역사에 대한 역사적 의식을 타진한 것이라 하겠다. 역사적 사실에 입각하여 고대국가의 흥망치란을 간략히 읊었다. 그러나 중국과의 동질성을 강조하는 데에 머무르고 있다.
권근이 10월 27일에 지은 6수의 시는 중국에서 머무르는 동안의 행적을 시화한 것이다. 태조에게 사면을 받고 뜻밖의 후대를 받는 심정이 어떠한가를 읊은 내용이다. 시제는 대개 노래를 듣는 일, 광대놀이를 본 일, 술에 취한 일 등의 주로 누대에서 벌어졌던 연회 때의 심정과 관련된 것이다.
시제 설정 자체가 칭송의 말을 기대하며 이루어진 것이다. 그러므로 그 내용은 이것을 벗어나지 않고 있다. 중국의 우악한 대접에 감읍하고, 아울러 번화한 문물을 찬양하는 내용이 주조를 이룬다.
권근의 응제시는 사대주의적 아유문학(아첨문학)의 범주를 벗어나지 않는다. 그러나 명나라 태조의 마음을 만족하게 하여 자신의 안전과 조선의 국익을 앞세웠다는 점은 당시의 상황을 고려할 때에 긍정적으로 평가할 수 있다.
그리고 중국과 명나라 태조의 덕을 찬양하고 은총에 감사하는 가운데에서 조선 개국의 정통성과 합리성을 강조하여 민족주체성을 몰각시켜 버리지 않았던 것은 더욱 높이 평가할 만한 점이다.
권근의 ＜응제시＞는 당시의 절대적 힘의 우위에 있던 명나라와 조선의 외교적 마찰을 완화시켜 주는 국가적 차원의 공헌도가 높이 평가되는 작품이다. 그리고 작자 개인의 문명을 내외에 떨치는 계기가 된 작품이다.

첫 8수에서는 고려의 멸망, 조선의 건국과 사대, 사행길에 지나온 서경·압록강·요동·바닷길 등을 읊었다. 다음 10수에서는 동이·삼한·신라·탐라 등 역대 국가의 흥망과 금강산·대동강 등 명승을 노래했다. 마지막 6수에서는 명제가 베풀어 준 잔치에서의 흥취를 읊었다. 곧 조선의 중국에 대한 사대적 입장에서 중국과 명제의 덕을 칭송하고, 조선 역사의 유구함과 독자성을 시로 표현한 것이다.

## 단군신화 수록
《응제시주》에는 단군신화가 자세히 실려있어 주목을 받고 있다. 권람은 조선 초기까지 전승되어 오던 《고기》를 인용하여 단군신화를 기술하였는데, 그 내용이 대부분 《삼국유사》에 실린 단군신화의 내용과 일치하지만, 일부 내용은 차이가 있다.

### 권근의 주
옛날에 신인(神人)이 박달나무(檀木) 아래로 내려오자, 나라 사람들이 그를 임금으로 삼고 단군이라 불렀다. 이때가 요(堯)임금 원년 무진이다.

### 권람의 주
「고기(古記)」에 이르기를, 상제(上帝) 환인(桓因)에게 서자(庶子) 웅(雄)이 있었다. 웅은 지상으로 내려가 인간 세계를 교화하고자 하는 뜻이 있었다. 웅은 천부인 3개를 받고 무리 삼천을 거느리고 태백산 신단수 밑에 내려왔다. 이가 환웅 천왕(桓雄天王)이다. 웅은 바람, 비, 구름을 맡은 신을 거느리면서 곡식ㆍ수명ㆍ질병ㆍ형벌ㆍ선악 등 무릇 인간의 360여 가지 일을 주관하며 세상에 있으면서 다스리고 교화하였다.
이때 곰 한 마리와 호랑이 한 마리가 있어 같은 굴에 살면서 항상 환웅에게 빌어 사람 되기를 원했다. 이에 환웅은 신령스러운 쑥 한 타래와 마늘 스무 개를 주면서 말하기를 “너희들이 이것을 먹고 백일(百日) 동안 햇빛을 보지 않으면 곧 사람의 형체를 얻을 수 있으리라.”라고 하였다. 곰과 호랑이가 그것을 먹었는데, 호랑이는 금기를 지키지 못하고 곰은 금기를 지켰다. 그리하여 곰은 삼칠일(三七日: 21일) 만에 여자의 몸이 되었다. 그러나 함께 혼인할 사람이 없었으므로 매양 단수(檀樹) 아래서 잉태하기를 빌었다. 환웅이 이에 잠시 사람으로 변하였다. 그녀가 잉태하여 아들을 낳으니 단군왕검(檀君王儉)이라 하였다. 단군은 요임금과 같은 날 나라를 세워 조선이라고 하였다.
단군은 비서갑(非西岬) 하백(河伯)의 딸을 맞아 아들을 낳아 부루(夫婁)라 하였다. 그가 곧 동부여의 왕이다. 우(禹)임금이 도산(途山)에서 제후를 모아 맹세를 할 때, 단군은 아들 부루를 보내어 조회하였다.
단군은 우임금의 하나라를 지나, 상(商)나라 무정(武丁) 8년 을미에 아사달(阿斯達)산으로 들어가 신이 되었다. 아사달은 지금의 황해도 문화현의 구월산이며, 그 사당이 지금까지 보존되고 있다. 단군은 1048년 동안 살았다. 그 후 164년이 지난 기묘년에 기자(箕子)가 와서 임금에 봉해졌다.

## 인용 자료
권람의 《응제시주》는 수많은 책들을 참고하여 주석에 인용하였다.

### 조선 자료
- 《삼국사기》(三國史記)
- 《삼국유사》(三國遺事)
- 《고기》(古記)
- 《도선기》(道詵記)
- 《도선답산가》(道詵踏山歌)
- 《동명왕편》(東明王篇)
- 《제왕운기》(帝王韻紀)
- 《용비어천가》(龍飛御天歌)
- 《고려사》(高麗史)

### 중국 자료
- 《요동지》(遼東誌)
- 《습유기》(拾遺記)
- 《속수신기》(續搜神記)
- 《신당서》(新唐書)
- 《주례》(周禮)
- 《문헌통고》(文獻通考)
- 《열자》(列子)
- 《위서》(魏書)

## 편찬 및 간행본
응제시는 권근의 생존 시인 1402년(태종 2)에 명제의 어제시를 받은 영광을 기리는 의미에서 왕명에 의해 간행되었다. 1438년(세종 20)에 중간되었으며, ≪양촌집 陽村集≫에도 수록되었다.
권람은 응제시 24수와 어제시 3수에 대하여 1460년부터 주석을 붙이기 시작하여 1461년 가을에 탈고를 하고 1462년(세조 8)에 ≪응제시주≫를 간행하였다. 이후 서거정(徐居正)이 1470년에 약간의 보완을 가하여 복각(覆刻)하였다.
권람이 주석을 붙여 책으로 간행한 목적은 응제시를 권씨 일가의 가보로 삼아 가문을 빛내기 위함이었다. 그리고 자기 나름의 역사인식을 전개하여 조부 권근의 역사관을 수정 보완하려는 의도도 있었던 것 같다. 그는 단순히 자구의 해석에 그치지 않고, 우리 나라 고대사와 관련한 신화·전설·설화 그리고 역사지리에 관한 기록들을 이용하여 상당한 분량의 주석을 붙이고 있다.

## 같이 보기
- 권람(권근)
- 단군신화
- 삼국유사
- 부루

## 참고 자료
- 「응제시주해제(應制詩註解題)」(권태억, 『한국문화』 3, 서울대학교한국문화연구소, 1982)
- 본 문서에는 서울특별시에서 지식공유 프로젝트를 통해 퍼블릭 도메인으로 공개한 저작물을 기초로 작성된 내용이 포함되어 있습니다.
- 이 문서에는 다음커뮤니케이션(현 카카오)에서 GFDL 또는 CC-SA 라이선스로 배포한 글로벌 세계대백과사전의 "〈조선 전기의 문화〉" 항목을 기초로 작성된 글이 포함되어 있습니다.